# 腓特烈·威廉选帝侯号战列舰
腓特烈·威廉选帝侯号为德意志帝国海军于19世纪90年代初所建造四艘勃兰登堡级战列舰的末舰，得名于17世纪的勃兰登堡选帝侯兼普鲁士公爵腓特烈·威廉。它是德国首批前无畏舰之一，同级姊妹舰还包括有勃兰登堡号、沃尔特号和魏森堡号。该舰于1890年5月在威廉港的帝国船厂开始龙骨架设，1891年6月下水，至1894年4月交付使用。其安装在三座双联装炮塔内的六门大口径主炮在当时是独一无二的，因同期外国海军的标准配置仅为四门。
腓特烈·威廉选帝侯号从1894年入役后至1900年一直担任德国舰队的旗舰。由于19世纪末和20世纪初的国际局势相对平稳，它在舰队中的现役活动十分有限。因此，其运用生涯主要集中在参加训练演习以及对外国港口的友好访问。尽管如此，这些训练演习对一战前20年德国海军战术理论的发展非常重要，尤其是在阿尔弗雷德·冯·提尔皮茨的指导下。腓特烈·威廉选帝侯号及其三艘姊妹舰在此期间仅接受过一次重大海外部署，即义和团运动期间于1900—1901年间被派往中国。返回德国后，该舰于1904—1905年期间经历了大规模的现代化改造。它于1910年被售予奥斯曼帝国，并以16世纪著名的奥斯曼海军将领红胡子海雷丁而更名为巴巴罗萨·海雷丁号（土耳其語：Barbaros Hayreddin）。该舰在巴尔干战争期间得到广泛运用，主要是为奥斯曼的地面部队提供火炮支援。它也参与了与希腊海军的两次海上交锋——1912年12月的埃利海战和次月的利姆诺斯海战，两场战役均以奥斯曼海军的失败告终。由于年久失修，这艘老旧的战列舰在奥斯曼帝国于第一次世界大战初期加入同盟国后被拆除了部分武装。1915年8月8日，巴巴罗萨·海雷丁号在达达尼尔海峡遭英国潜艇E11号发射鱼雷击沉，造成大量人员伤亡。

## 设计

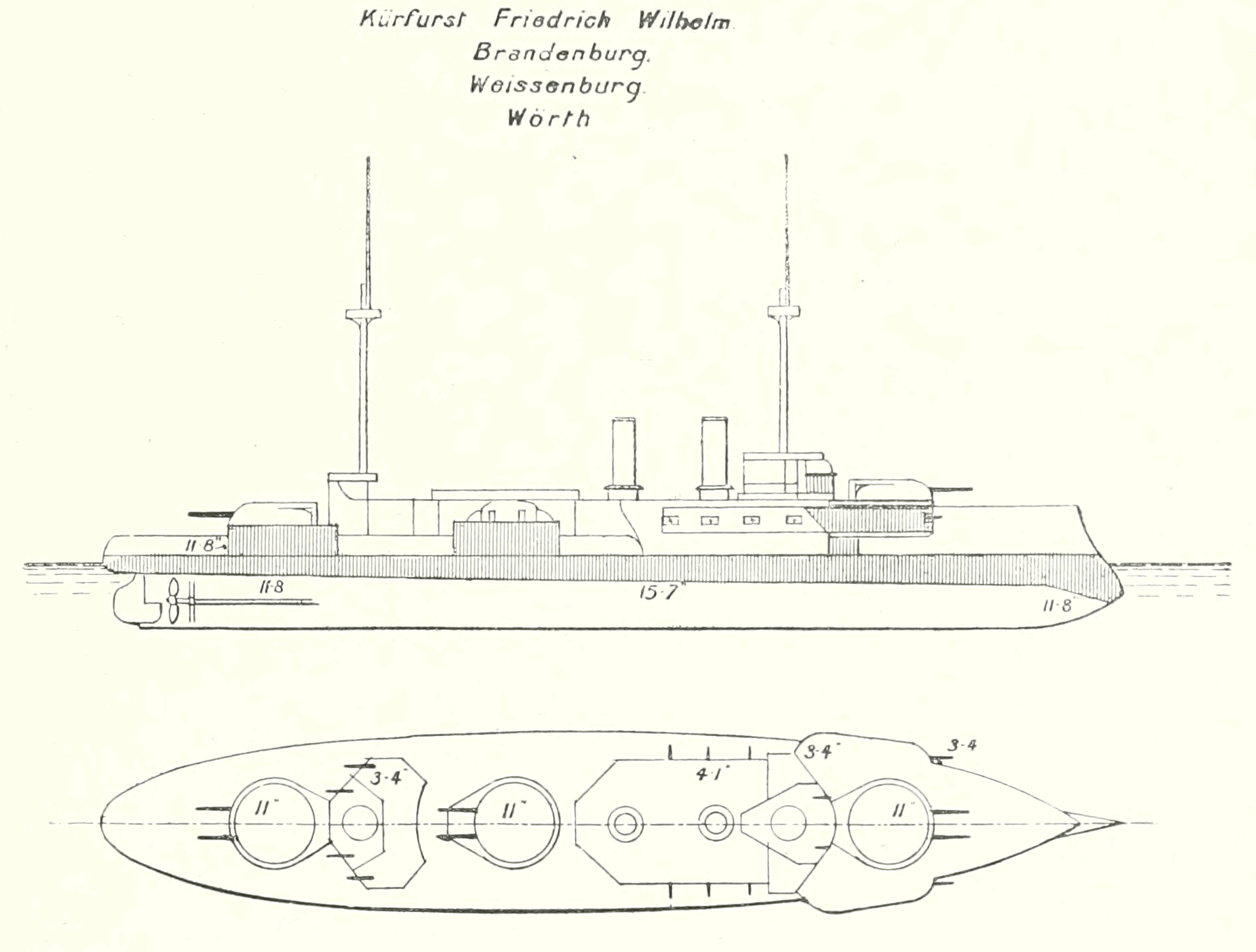
勃兰登堡级舰只线条画

勃兰登堡级是德意志帝国海军第一批前无畏战列舰。在威廉二世于1888年6月加冕德意志皇帝之前，帝国海军的主要目标是保卫德国的海岸线，时任帝国海军部部长的列奥·冯·卡普里维于1880年代便为此订购了许多岸防舰。1888年8月，对海军事务有浓厚兴趣的德皇威廉二世任命海军中将亚历山大·冯·蒙茨接替了卡普里维，并指示他在1889—1890年度的海军预算中加入四艘战列舰。与前任所强调的岸防战略相比，蒙茨更倾向于组建战列舰队，他取消了由卡普里维授权建造的最后四艘岸防舰，转而订购四艘万吨级的战列舰。尽管它们是德国的第一款现代战列舰，为提尔皮茨时代的公海舰队奠定了基础，但这批舰只仅是作为常规造舰计划的一部分而授权，反映了19世纪80年代由绿水学派等理论引起的战略和战术混乱。
腓特烈·威廉选帝侯号的水线长度和全长分别为113.9米和115.7米，有19.5米（加装防鱼雷网后为19.74米）的舷宽，以及7.6米的前吃水和7.9米的后吃水。舰只设计的标准排水量为10,013吨，满载排水量则可达10,670吨。其推进是通过两台三缸立式三胀蒸汽机以驱动三副直径为5米的三叶螺旋桨来实现。蒸汽由十二台燃煤横向筒形锅炉供应，并通过两具烟囱排放。推进装置的额定功率为9,686匹指示馬力（7,223千瓦特），最高速度达16.9節（31.3每小時），并能够以10節（19每小時）的速度续航4,300海里（8,000）。其标准船员编制为38名军官及530名士兵。
该舰当时的一个独特之处在于其主舰炮是由布置在三座双联装炮塔中的六门280毫米箍炮组成，而非同时代战列舰典型的四门主炮。其中舰艏和舰艉炮塔的炮管长度为40倍径，舯部炮塔则安装有较短的35倍径炮管，以便满足炮塔的旋转要求。副炮则由八门105毫米35倍径速射炮和八门88毫米30倍径速射炮组成，同样装在炮廓内。武器套件中还有六具450毫米鱼雷发射管，均布置于舰体水上部分的旋转支架上。尽管主炮较当时其它主力舰更重，但与其它战列舰相比，勃兰登堡级舰只的副炮被视为弱项。
腓特烈·威廉选帝侯号受到克虏伯生产的镍钢装甲保护，这是一种强度更大的新型钢材。其装甲带在中央堡垒的部分达到400毫米厚，用于保护弹药舱及轮机舱。装甲甲板装甲的厚度为60毫米。而主炮塔的炮座则以300毫米厚的装甲板覆裹。

## 服役历史

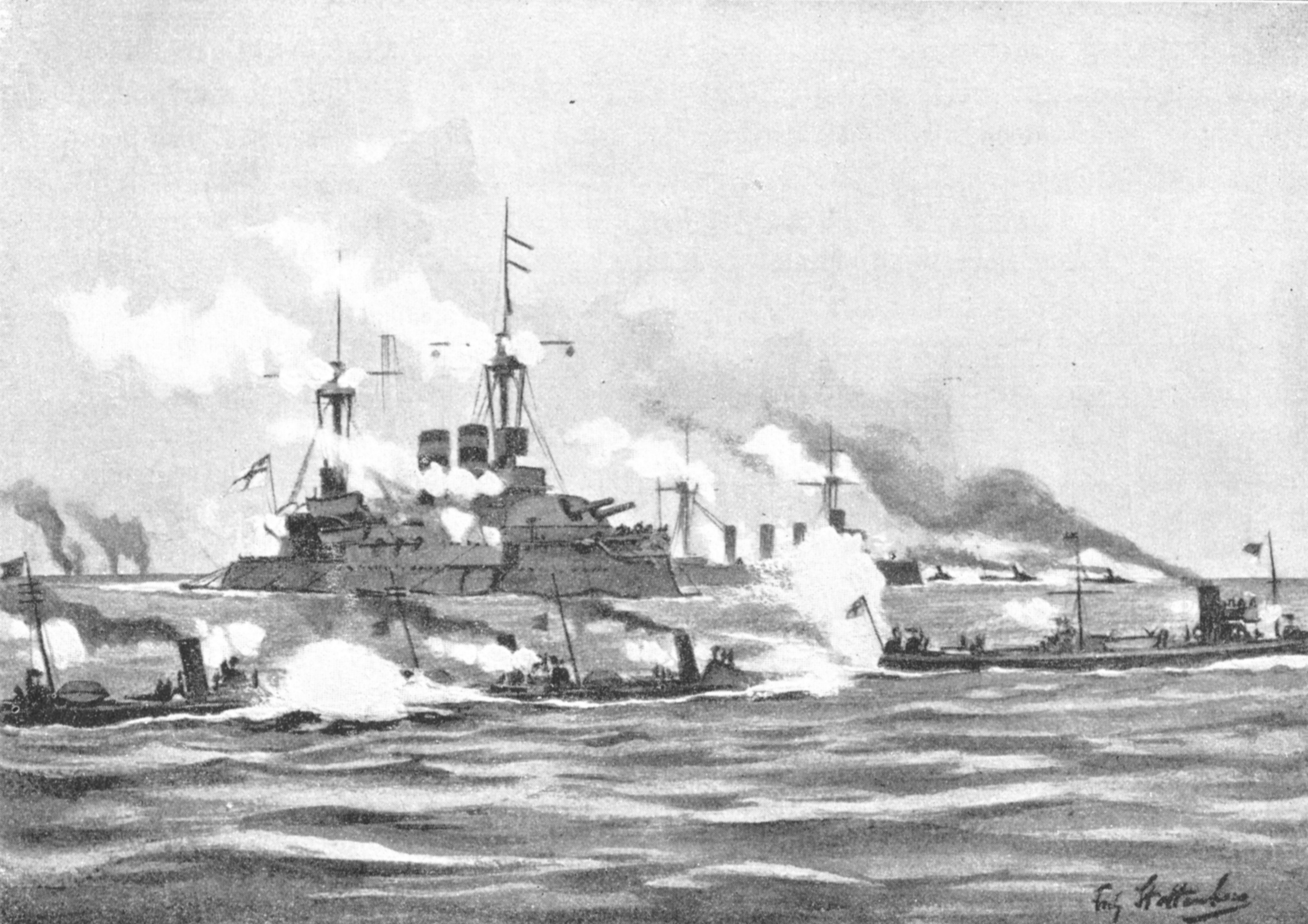
一艘勃兰登堡级战列舰的插画，前景为鱼雷艇

### 德国役期

#### 建成至1895年
作为同级的四号舰，腓特烈·威廉选帝侯号是根据合同代号“D”按新增编入舰队的单位进行订购，并于1890年5月在威廉港的帝国船厂开始铺设龙骨，建造序列为13。它于1891年6月30日成为同级第一艘下水的舰只。德皇威廉二世携皇后奥古斯塔·维多利亚出席了下水仪式，并主持以17世纪的勃兰登堡选帝侯腓特烈·威廉之名为该舰命名。但由于舾装工期延误，腓特烈·威廉选帝侯号直至1894年4月29日才投入秋季练习舰队（Herbst-Übungsflotte，即公海舰队的早期形式）服役。在随后进行海试期间，该舰的推进系统出现了若干问题。为此它不得不退役进行维修，至同年11月1日重新投运。建造腓特烈·威廉选帝侯号共花费了德国海军1,123万马克。正式入列后，该舰与其三艘姊妹舰共同被编入第一分舰队的第一支队。在海军中将汉斯·冯·克斯特的领导下，它于11月16日取代了铁甲舰巴伐利亚号成为分舰队旗舰，并在此后六年一直担任该职。伴随第一支队的是由四艘旧式萨克森级铁甲舰组成的第二支队，但萨克森级在1901－1902年间被新式的德皇腓特烈三世级战列舰所取代。腓特烈·威廉选帝侯号还是后来公海舰队司令的摇篮，其中赖因哈德·舍尔和弗朗茨·冯·希佩尔便分别于1897年和1898年至1899年在舰上担任领航官。
入列后不久，腓特烈·威廉选帝侯号随分舰队余部于1894年12月3日出席了威廉皇帝运河在基尔开凿的仪式。分舰队随后开始在波罗的海开展冬季训练巡航；这是德国舰队首次进行这样的巡航。而在往年，舰队大部都会于冬季停运。航行期间，第一支队从12月7日至11日锚泊在斯德哥尔摩，以参加瑞典国王古斯塔夫二世·阿道夫诞辰300周年的庆典。奧斯卡二世国王为到访的德国代表团举行了招待会，其中包括威廉二世的胞弟暨时任沃尔特号舰长的海因里希亲王。它们随后在波罗的海完成了进一步的操练，进而驶回母港接受定期保养。在此次维修周期中，腓特烈·威廉选帝侯号的烟囱高度得到了加长。

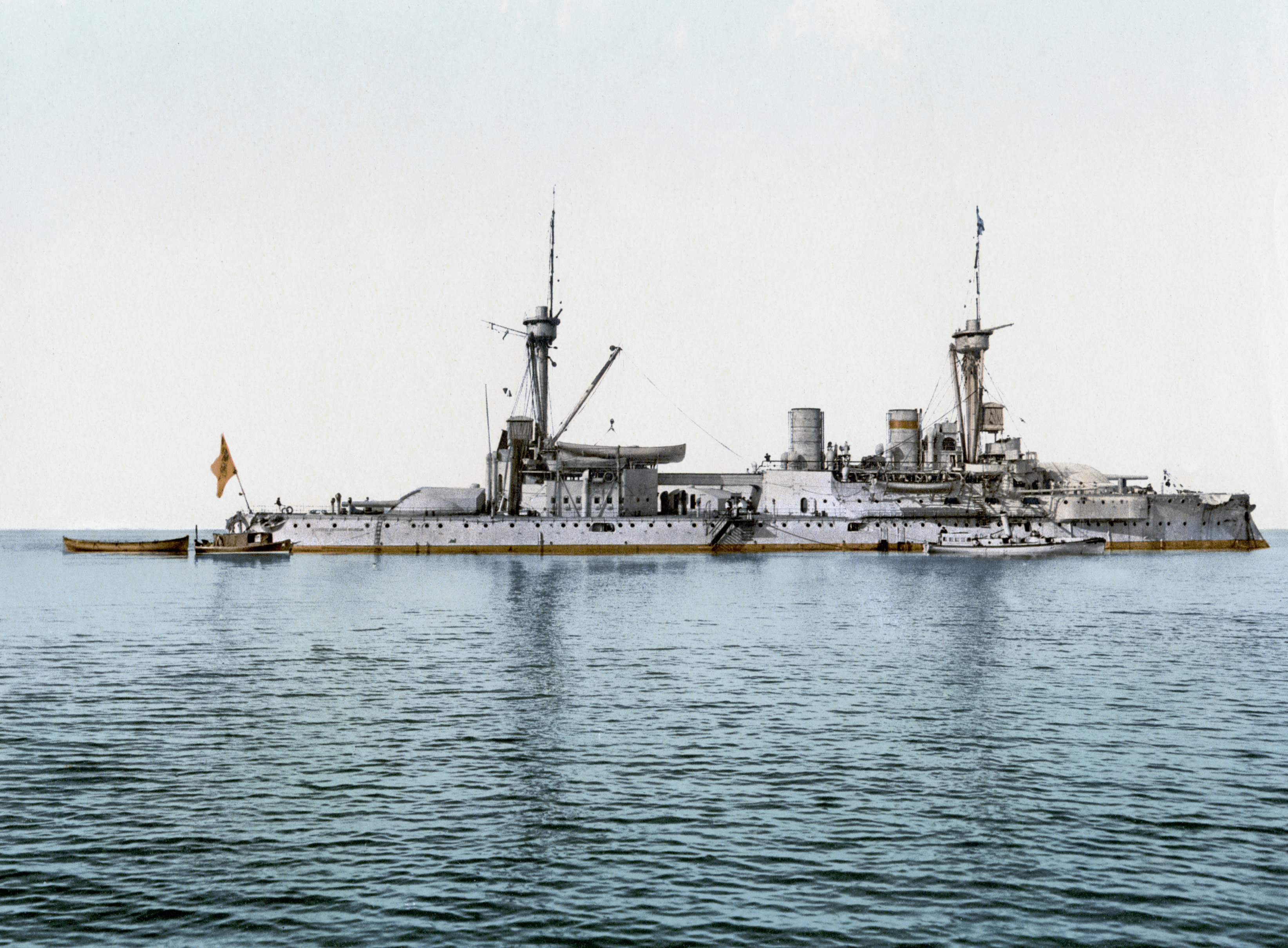
腓特烈·威廉选帝侯号在德国服役期间的绘色照

1895年是以常态化的黑尔戈兰岛及不来梅哈芬之旅作为开端，威廉二世亦有跟舰视察。单舰和支队训练随后展开，直至被前往北海北部的巡航所中断——这是德国主力舰的编队第一次离开本土水域。在这次旅程中，姊妹舰勃兰登堡号与腓特烈·威廉选帝侯号同行；两艘战列舰于3月16日至23日在设得兰群岛的勒威克作停留。演练的目的是测试舰只在恶劣天气下的性能，而两艘舰的表现非常优秀。5月，进一步的舰队机动训练在波罗的海西部举行，期间还到访了奥克尼群岛的柯克沃尔。分舰队于6月初返回基尔，为威廉皇帝运河的通航作准备。在通航仪式上，它们于基尔湾向外国代表团展示了战术训练。
6月28日，腓特烈·威廉选帝侯号的一艘舰载大舢板发生爆炸，造成7名船员死亡，后来的海军中将威廉·施塔克亦身负重伤。进一步的训练演习一直持续到7月1日，然后第一支队展开深入大西洋的巡航。这次行动具有政治动机；当时德国只能派出一批小型舰艇——岸防舰哈根号、二等巡洋舰奥古斯塔皇后号和巡洋巡防舰施托施号前往摩洛哥佯动，以应对两名德国商人在当地被谋杀的事件。主舰队则可藉此航行至西班牙海域为行动提供道义上的支持。恶劣的天气再次让腓特烈·威廉选帝侯号及其姊妹舰展现出卓越的适航性。编队从维戈出发，至爱尔兰的皇后镇驻泊。在那里，威廉二世登上其游艇霍亨索伦号出席了考斯帆船周，而编队余部则停留在怀特岛外围。
第一支队于8月10日返回威廉港，开始准备当月下旬举行的舰队演习。首场演练于8月25日在黑尔戈兰湾开始。然后，舰队穿越斯卡格拉克海峡驶向波罗的海；强烈暴风雨对许多舰艇造成重大伤害，其中S-41号鱼雷艇在风暴中倾覆，仅三人获救。舰队随即在基尔短暂停留，然后前往卡特加特海峡和大贝尔特海峡展开包括实弹射击在内的演练。主演习自9月7日开始，内容为从基尔向波罗的海东部进行模拟攻击。后续的演习则在波美拉尼亚沿岸和但泽湾完成。9月14日，威廉二世在耶尔斯赫夫特检阅舰队，宣告演习结束。腓特烈·威廉选帝侯号于10月1日进入旱坞接受定期检修。铁甲舰巴登号为此临时暂代了旗舰一职，直至10月20日检修工作完成。这年余下的时间里，舰只都在进行单独训练，仅11月5日至9日有过前往哥德堡的短途航行。在这次出访中，只有三艘舰艇充当腓特烈·威廉选帝侯号的僚舰，分别为铁甲舰萨克森号和符腾堡号，以及通报舰箭矢号。12月9日，分舰队司令将他的旗帜转移至符腾堡号，而腓特烈·威廉选帝侯号则驶入旱坞进行大修。

#### 1896－1900年

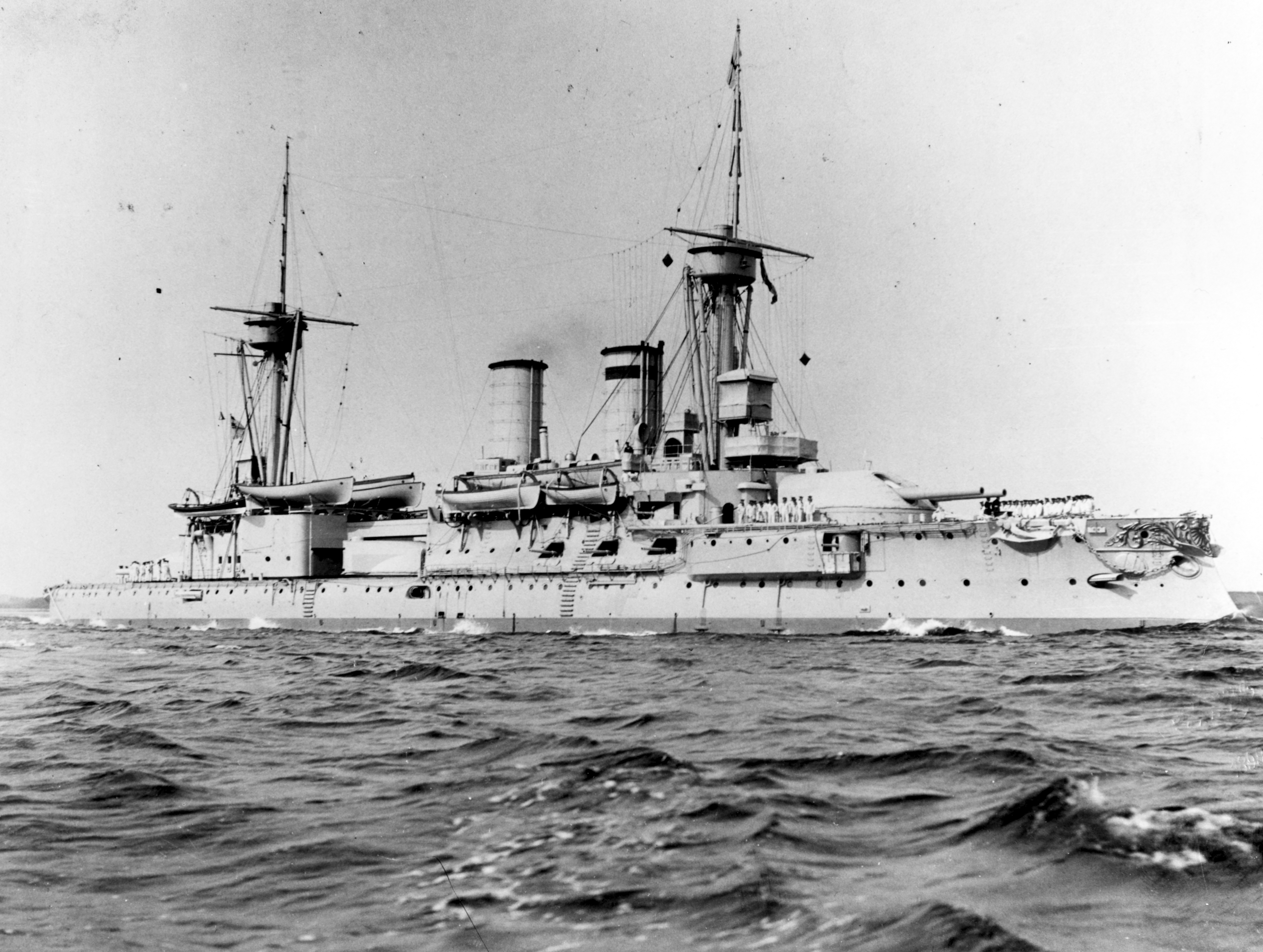
腓特烈·威廉选帝侯号于1899年

1896年的训练模式与前一年大致相同。3月10日，克斯特重新在腓特烈·威廉选帝侯号舰上升起他的将旗。单舰训练于4月进行，随后于4月底至5月初在北海进行分舰队训练，其中包括出访荷兰港口弗利辛恩和纽维迪普。额外的演练从5月下旬持续至7月下旬，分舰队进一步驶向北海北部，并频繁进入挪威水域。5月11日至18日，这些舰只造访了卑尔根。在训练期间，威廉二世陪同到访的中国直隶总督李鸿章于基尔附近视察了舰队。8月9日，练习舰队在威廉港集结以进行每年一度的秋季演习。演习结束后，腓特烈·威廉选帝侯号再次进入旱坞检修，在此期间，克斯特从9月16日至10月3日和12月15日至1897年3月1日都使用萨克森号作为他的旗舰。
腓特烈·威廉选帝侯号及舰队余部于1897年上半年都遵循常规的例行单舰和分舰队训练模式。年初，海军司令部曾考虑将包括腓特烈·威廉选帝侯号在内的第一支队派遣至摩洛哥再作佯动，以便就要求支付1895年两起谋杀案的赔偿金向该国政府施压；但最终依旧派出了由巡洋巡防舰组成的小型编队。传统的训练进程于8月初中断，当时威廉二世携奥古斯塔皇后前往喀琅施塔得出访俄国皇室；而第一分舰队的两个支队都奉命陪同德皇伉俪。它们于8月15日返抵但泽的诺伊法瓦泽，并在那里加入舰队余部参加年度秋季演习。这次演习反映了国家海军办公室新任国务秘书、海军少将阿尔弗雷德·冯·提尔皮茨和第一分舰队新任指挥官、海军中将奥古斯特·冯·汤姆森的战术理念。这些新战术强调精准的射击，尤其是在较远的距离下，尽管所需的纵列阵型会导致战术僵化。汤姆森对射击的重视为德国在第一次世界大战期间的优异射术奠定了基础。演习于9月22日在威廉港结束。

大巡洋舰维多利亚·路易丝号（前）、腓特烈·威廉选帝侯号（中）和魏森堡号（后）

12月初，第一支队又在卡特加特海峡和斯卡格拉克海峡开展机动演练，但因船员短缺而缩短了进程。舰队于1898年波澜不惊地完成了例行的单舰和部队训练，并且加入了出访不列颠群岛的行程，期间分别在皇后镇、格里诺克和柯克沃尔停留。它们于8月14日在基尔集结，参加年度的秋季演习。演习内容包括对梅克伦堡沿岸实施模拟封锁，以及在但泽湾与假想敌“东方舰队”交锋。当返回基尔的途中，舰队遭到一场强烈的风暴侵袭，造成大量舰艇严重受损，并致使S-58号鱼雷艇沉没。舰队转而经行威廉皇帝运河，继续在北海完成既定任务。演习于9月17日在威廉港结束。12月，第一支队在埃肯弗德湾进行炮术和鱼雷训练，随后至卡特加特海峡和斯卡格拉克海峡进行支队训练。在此期间，该部队于12月9日至13日到访了瑞典的孔斯巴卡。返回基尔后，第一支队的舰只全数进入船坞接受冬季养护。
1899年4月5日，腓特烈·威廉选帝侯号出席了为纪念第一次石勒苏益格战争中埃肯弗德海战胜利50周年的庆祝活动。5月，第一和第二支队，连同波罗的海预备役支队开展了一次深入大西洋的大规模巡航。出航途中，第一支队在多佛尔停留，第二支队则驶入法尔茅斯加煤。两个支队于5月8日在法尔茅斯会合，然后共同出发前往比斯开湾，至5月12日抵达里斯本。在那里，它们与英国海峡舰队的八艘战列舰及四艘装甲巡洋舰相遇，而葡萄牙国王卡洛斯一世则登上腓特烈·威廉选帝侯号检阅了这艘德国旗舰。德国编队随后启程回国，于5月24日再次经停多佛尔，并在当地参加了为纪念英国女王维多利亚诞辰80周年的海上阅兵。编队于5月31日返抵基尔。
7月，舰队在北海进行分舰队演练，其中包括与陆军第十军的官兵开展联合岸防演习。8月16日，舰队重新在但泽集结，进行年度秋季演习。演习从波罗的海开始，舰队于8月30日穿越卡特加特海峡和斯卡格拉克海峡驶入北海，在德意志湾进行第二阶段操练，一直持续到9月7日。9月8日至26日在卡特加特海峡和大贝尔特海峡完成第三阶段演习后，舰队驶入船坞接受例行保养。1900年的训练日程是以单舰和支队训练作为开端。3月中旬，分舰队在基尔集结，随后于4月进行鱼雷和射击训练，并巡航前往波罗的海东部。从5月7日至26日，舰队在北海北部开展了一次大规模训练巡航，其中包括5月12日至15日在设得兰群岛、以及5月18日至22日在卑尔根停靠。至7月8日，第一支队的舰只被重新整编至第二支队，而舰队旗舰的职能则被转移至新近入役的战列舰德皇威廉二世号舰上。

#### 义和团运动
腓特烈·威廉选帝侯号于1900年参与了首次重大行动，随第二支队在义和团运动期间被部署至中国。当时，中国的民族主义者围攻北京的外国公使馆，并杀害了德国特命全权公使克林德男爵。这一系列针对西方人的拳民暴行促使德国与其它七大强国——英、俄、奧、法、美、日结成联盟。当时，在中国的西方士兵数量太少，不足以击败义和团；北京的八国联军官兵总数仅为400余人。而德国在华的主要军事力量为东亚分舰队，它由大巡洋舰奥古斯塔皇后号、汉萨号、赫塔号以及小巡洋舰伊伦娜号、葛冯号和炮舰美洲豹号、鸡貂号所组成。此外，德国还有一个500人的分遣队驻扎在大沽；再结合其它国家的部队，兵力约为2,100人。在英国将军爱德华·霍巴特·西摩尔的率领下，这些人试图攻入北京，但因受到顽强的抵抗而被迫滞留天津。为此，德皇决定派遣远征部队前往中国以增援东亚分舰队。远征部队由腓特烈·威廉选帝侯号及其三艘姊妹舰、六艘巡洋舰、十艘货轮、三艘鱼雷艇和六个海兵营组成，到中国后供德国元帅阿尔弗雷德·冯·瓦德西调遣。腓特烈·威廉选帝侯号担任远征部队司令、海军少将理夏德·冯·盖斯勒的旗舰，后者于7月6日获得任命。
7月7日，盖斯勒报告他的舰只已完成整备，遂于两天后离港。四艘战列舰及通报舰赫拉号穿越威廉皇帝运河，在威廉港驻泊以便与远征部队余部会合。7月11日，这支部队从亚德湾起航驶向中国。它们于7月17—18日在直布罗陀停留加煤，并于7月26—27日通过苏伊士运河。在红海的丕林岛补充更多的燃煤后，编队于8月2日进入印度洋。8月10日，这些舰只抵达锡兰的科伦坡，并于8月14日穿越马六甲海峡。它们于8月18日抵达新加坡，五天后离开，至8月28日来到香港。两天后，远征部队在上海下游带的吴淞口锚区驻泊。从那里，沃尔特号被派去掩护德国远征军从大沽口炮台外围登陆，而腓特烈·威廉选帝侯号及其另外两艘姊妹舰则连同由两艘战列舰、三艘巡洋舰、四艘炮舰和一艘驱逐舰成的英国分遣队一起，对长江实施封锁。受制于英德联合舰队的强大实力，驻扎在长江上游的小型中国舰队甚至没有让其舰艇为战斗作准备。
当德国远征军抵达时，北京的外国公使馆之围已经由八国联军的其他成员部队所解除。腓特烈·威廉选帝侯号及编队余部遂于9月初被转移至黄海——在那里，获授权指挥八国联军所有地面部队的瓦西德计划对中国北方港口采取更强有力的行动。9月3日至4日，俾斯麦侯爵号作为东亚分舰队的旗舰，对山海关及秦皇岛的海港实施了侦察。随后，腓特烈·威廉选帝侯号前往山海关，派出一支由100人组成的登陆部队上岸，而它的鱼雷组船员则负责清理中国的雷区。该舰继而返回吴淞口锚区，东亚分舰队的舰艇则仍然留驻两个港口外围。随着局势日趋平静，四艘勃兰登堡级舰只于1901年初被分别送往香港或日本的长崎进行大修；其中腓特烈·威廉选帝侯号是从1月4日至23日去往长崎。3月，远征舰队在青岛重新集结，并进行了射击和战术演练。
1901年5月26日，海军部下令将远征部队召回德国。这些舰艇在上海完成物资补充后，于6月1日离开中国海域。舰队于6月10日至15日在新加坡停留加煤，然后继续前往科伦坡，并从22日至26日在当地停留。为了抵御季风，编队被迫在塞舌尔的马埃岛停靠，以补充更多的燃煤。然后，编队又分别在亚丁和塞德港停留一天作加煤。它们于8月1日抵达加的斯，然后与第一支队会合，共同驶回德国。两支部队在抵达黑尔戈兰岛后分开，其中远征部队于8月11日回到亚德湾锚地，并受到了此时已升任帝国海军总监的克斯特上将的检阅。翌日，盖斯勒从腓特烈·威廉选帝侯号降下旗帜，远征部队就此解散。德国政府最终为此次出征付出了超过一亿马克的代价。

#### 1901－1910年
从中国远征归来后的腓特烈·威廉选帝侯号回到基尔，至8月14日由海军少将马克斯·冯·菲舍尔登舰升起将旗。该舰被重新编入第一分舰队，在年度秋季演习中担任副司令旗舰。相关演练因俄国沙皇尼古拉二世的来访而中断，他登舰参观了腓特烈·威廉选帝侯号。演习结束后，菲舍尔的职务由海军少将库尔特·冯·普里特维茨·翁德·加弗龙接替。1901年末，舰队巡航前往挪威，期间腓特烈·威廉选帝侯号曾在奥斯陆停留。在接下来的12月、1902年1月和2月期间，该舰都身处旱坞接受大修。

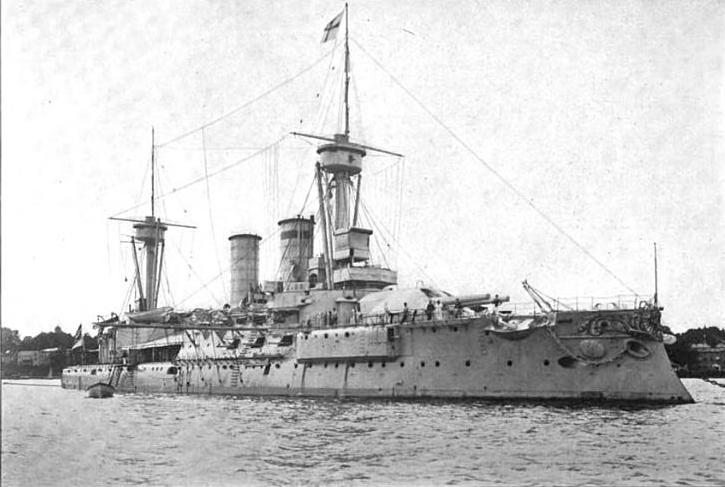
腓特烈·威廉选帝侯号于1903年

1902年的训练模式与往年没有变化；第一分舰队于4月25日开始大规模训练巡航。它们先是驶向挪威海域，然后绕过苏格兰的北端，并在爱尔兰海域停留。这些舰只于5月28日返回基尔。腓特烈·威廉选帝侯号之后参加了年度秋季演习，继而退役，其副司令旗舰的职责由新式战列舰维特尔斯巴赫号所接替。四艘勃兰登堡级舰只均因大型重建工程而停运，其中腓特烈·威廉选帝侯号的工程是在威廉港的帝国船厂完成，内容包括增加舰只的贮煤能力和加装两门105毫米炮。原计划还要求将舯部的280毫米炮塔替换为搭载中等口径炮的装甲炮台，但因成本过高而放弃。腓特烈·威廉选帝侯号是最后一艘完成重建的同级舰，于1905年12月14日竣工。
1906年1月1日，腓特烈·威廉选帝侯号被编入第二战列分舰队，担任分舰队司令、海军少将亨宁·冯·霍尔岑多夫的旗舰，然后在秋季演习期间司职分舰队副司令、海军少将阿道夫·帕申的旗舰。舰队进行了常规的单独和分舰队训练，仅被从7月中旬至8月初驶往挪威的巡航所中断。年度秋季演习如常举行。在1906年度的训练结束后，它被撤出现役，而原职责则由新式战列舰波美拉尼亚号所取代。从1907年10月1日开始，腓特烈·威廉选帝侯号被编入北海预备役分舰队（Reserveflotte der Nordsee），后者于1907年初组建，旨在培训新船员。其三艘姊妹舰也加入了该部队；它们的主要任务是在北海进行训练巡航。从4月5日至25日，该舰与教练分舰队及其旗舰菲内塔号共同运用。9月，预备役分舰队需要为年度秋季演习提供舰艇；除担任旗舰的腓特烈·威廉选帝侯号之外，还包括有岸防舰埃吉尔号和伏里施乔夫号、布雷巡洋舰鹦鹉螺号和信天翁号，以及老旧的通报舰闪电号、箭矢号和齐滕号。该分舰队在库克斯港组建，并于9月8日在德意志湾加入公海舰队。它们参加了在黑尔戈兰岛外围举行了一系列主要演练，至9月12日演习结束后解散。
在完成了年度冬季检修后，腓特烈·威廉选帝侯号于1909年1月重返预备役分舰队。从3月27日开始，它再次与教练分舰队共同行动，后者的旗舰此时已替换为腓特烈·卡尔号。在3月30日至4月24日期间，它们在波罗的海中部和吕根岛附近海域巡航。该舰随预备役分舰队余部参加了8月的秋季演习，并由施瓦本号战列舰取代腓特烈·威廉选帝侯号成为分舰队旗舰。随后，腓特烈·威廉选帝侯号被转移至预备役分舰队的第七支队。它于1910年初继续沿袭往年的模式。并从4月4日至29日与教练分舰队合作执行前往斯卡格拉克海峡和波罗的海西部的巡航。该舰原计划参加秋季演习，但就在舰队集结前不久，它便与魏森堡号一同被售予了奥斯曼帝国。

### 奥斯曼役期

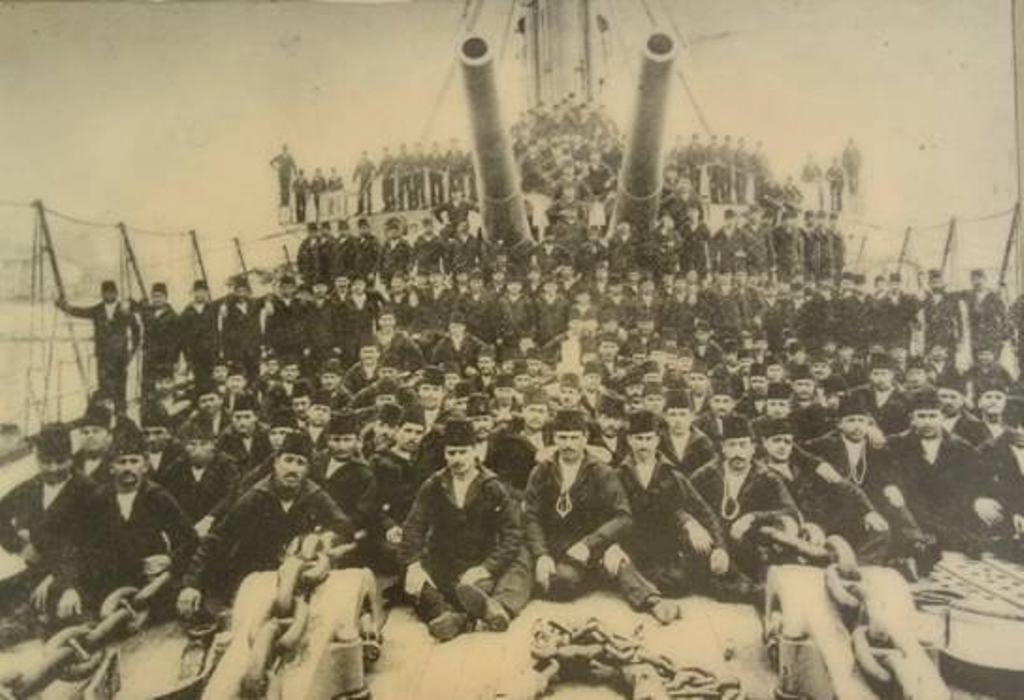
巴巴罗萨·海雷丁号舰上的奥斯曼船员

1909年末，德国驻奥斯曼帝国的武官开始与奥斯曼海军讨论向奥斯曼出售德国军舰以对抗希腊海军扩张的可能性。经过漫长的谈判，包括奥斯曼试图购买冯·德·坦恩号、毛奇号和格本号中的一艘或多艘新式战列巡洋舰（德国称“大巡洋舰”）后，德国人提出以1,000万马克的价格出售四艘勃兰登堡级战列舰。奥斯曼人最终选择了购买魏森堡号和腓特烈·威廉选帝侯号，因为它们是装备有更现代化镍钢装甲的同级舰。两艘战列舰分别根据16世纪的奥斯曼的著名海军将领图尔古特·雷伊斯和巴巴罗萨·海雷丁进行重命名。它们于1910年9月1日移交，连同从德国购入的四艘新式驱逐舰一起由德国船员押送至君士坦丁堡。然而，奥斯曼海军在装备巴巴罗萨·海雷丁号和图尔古特·雷伊斯号时遇到了很大的困难；他们不得不从舰队余部抽调受训水兵来给两舰配备船员。两舰在投入奥斯曼海军服役后都遇到了冷凝器故障，从而需要将速度降低至8至10節（15至19每小時）。
一年后，即1911年9月，意大利向奥斯曼帝国宣战。巴巴罗萨·海雷丁号、图尔古特·雷伊斯号连同已过时（建于1870年代中期）的船腰炮房铁甲舰幸福号自7月以来一直在进行夏季训练巡航，因此为冲突做好了准备。10月1日，在战争爆发后不久，巴巴罗萨·海雷丁号和舰队余部仍锚泊在贝鲁特。翌日，舰队抵达君士坦丁堡进行维护，准备与意大利舰队交战。尽管如此，由于双方实力的巨大差距，包括巴巴罗萨·海雷丁号在内的奥斯曼舰队大部在战争期间仍然停留在港口。到战争结束时，该舰及其姊妹舰的舰况已经非常糟糕。这除了本身的舰龄外，主要是由于缺乏通晓技术的工程师和船员。它们的测距机和输弹机已被拆除，水泵的管道已严重锈蚀，电话线也已失效。此外，舰只大部分的水密舱门都无法关闭，冷凝器故障则仍未修复。

#### 巴尔干战争
第一次巴尔干战争于1912年10月爆发，在与意大利的战争暴露了奥斯曼帝国的弱点之后，巴尔干同盟袭击了奥斯曼帝国。与奥斯曼舰队的大多数舰艇一样，巴巴罗萨·海雷丁号的状况已经严重恶化。在战争期间，该舰与奥斯曼海军的其他主力舰一起进行射术训练、护送运兵船队，并炮击沿海设施。10月17日，巴巴罗萨·海雷丁号和图尔古特·雷伊斯号航行至伊内阿达。两天后，它们炮击了瓦尔纳附近的保加利亚炮兵阵地。至10月30日，巴巴罗萨·海雷丁号回到瓦尔纳外围，与驱逐舰爱国典范号共同对港口实施封锁。11月17日，该舰又与幸福号一起在岸上炮兵观察员的帮助下炮击了保加利亚阵地，为第一军团提供支援。战列舰的火炮精准度极差，但它还是为在恰塔尔贾战壕内坚守的奥斯曼陆军提升了士气。从11月15日到20日，巴巴罗萨·海雷丁号及其姊妹舰连同其它几艘军舰一起驻扎在大切克梅杰，但并未对规模较小的保加利亚海军采取任何行动。
1912年12月，奥斯曼舰队重组为一个以巴巴罗萨·海雷丁号为旗舰的铁甲舰支队、两个驱逐舰支队、以及一个由独立作战的军舰组成的第四支队。在接下来的两个月里，铁甲舰支队试图打破希腊海军对达达尼尔海峡的封锁，引发了两次大规模海战。

##### 埃利海战

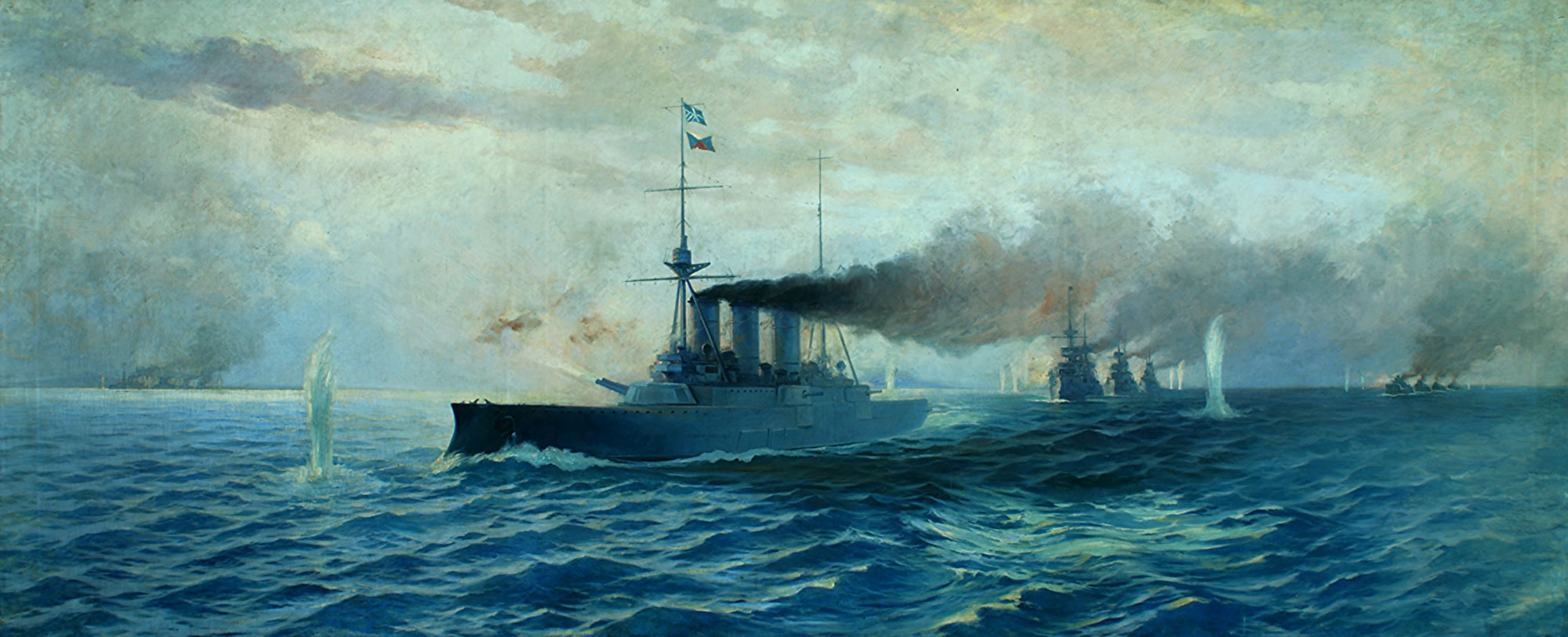
描绘了希腊舰队在埃利海战期间的油画

在1912年12月16日的埃利海战中，奥斯曼人企图对伊姆罗兹岛发动进攻。它们于09:30从达达尼尔海峡出击；当战列舰沿着海岸向北航行时，较小的舰艇则留守留在海峡入口处。由装甲巡洋舰乔治斯·阿韦罗夫号和三艘伊兹拉级铁甲舰组成的希腊区舰队则从利姆诺斯岛驶出进行巡逻，在发现敌情后立即改变航向至东北，以阻止奥斯曼战列舰前进。09:40，奥斯曼舰只于在距离14,000米的范围内率先向希腊人开火。五分钟后，乔治斯·阿韦罗夫号越过奥斯曼舰队的另一侧，将奥斯曼人置于两面夹击的不利位置。至09:50，在希腊舰队的巨大压力下，奥斯曼舰只完成16点转舵，改变了航向，得以朝海峡的安全地带驶去。这次转向完成得很糟糕，各舰都脱离编队，并阻挡了彼此的射界。
至10:17，双方都停止了射击，奥斯曼舰队撤回到达达尼尔海峡。这些舰只于13:00抵达港口，并将它们的伤员转移至医疗船雷希德帕夏号。这场战斗被视为希腊人的胜利，因为奥斯曼舰队仍未打破封锁。在交战过程中，巴巴罗萨·海雷丁号遭到两次命中。第一枚炮弹击中后甲板，炸死了5名损害管制人员。第二枚炮弹则卡住了艉部炮塔，使其失去了作用。这次命中产生的炮弹碎片还炸损了几台锅炉，并引发其中一个煤舱的火灾。
1913年1月4日，奥斯曼海军与陆军试图在博兹贾岛（忒涅多斯岛）登陆，以从希腊人手中夺回该岛。巴巴罗萨·海雷丁号及舰队余部对是次行动提供支援，但希腊舰队的出现迫使奥斯曼人中止了行动。希腊人也随之撤退，几艘奥斯曼巡洋舰在双方离开时开火，但没有造成任何破坏。至15:30，巴巴罗萨·海雷丁号回到达达尼尔海峡的恰纳卡莱安全地带。1月10日，舰队在达达尼尔海峡外围进行巡逻。它们遇到了几艘希腊驱逐舰并迫使对方撤退，但并未对希腊舰只造成任何损害。

##### 利姆诺斯海战

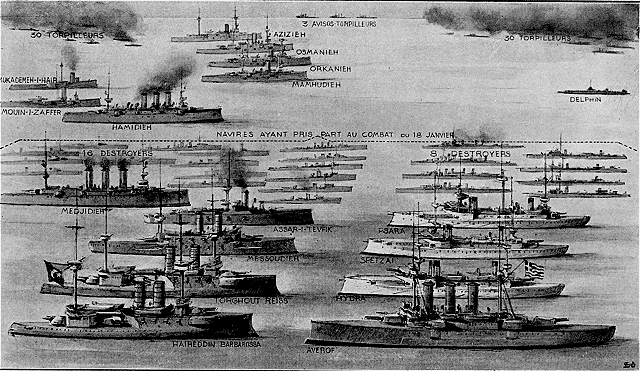
利姆诺斯海战的作战序列

1913年利姆诺斯海战的起因是奥斯曼人计划引诱速度更快的乔治斯·阿韦罗夫号离开达达尼尔海峡。为此，防护巡洋舰哈米德号躲开了希腊人的封锁，闯入爱琴海，并假定希腊人会派遣乔治斯·阿韦罗夫号去追击它。尽管这艘巡洋舰对希腊的航运线构成了威胁，但希腊指挥官拒绝让乔治斯·阿韦罗夫号离开既定阵位。到1月中旬，奥斯曼人得知乔治斯·阿韦罗夫号仍留在希腊舰队，因此奥斯曼舰队司令、海军上校拉米兹·努曼·贝决定，不顾一切攻击希腊人。
巴巴罗萨·海雷丁号、图尔古特·雷伊斯号携奥斯曼舰队余部于1月18日早上08:20离开达达尼尔海峡，以11節（20每小時）的速度驶向利姆诺斯岛。巴巴罗萨·海雷丁号在这条战列线上领头，阵形两侧各有一支鱼雷艇区舰队护航。乔治斯·阿韦罗夫号则在三艘伊兹拉级铁甲舰和五艘驱逐舰的跟随下，在距利姆诺斯岛约12海里（22）处对奥斯曼舰队进行拦截。10:55，奥斯曼巡洋舰迈吉德号发现了希腊人，舰队遂向南转舵与其交战。
11:55左右，奥斯曼舰队在相距约8,000米的范围内开火，一场持续了两个小时的远程炮斗就此展开。它们集中火力攻击乔治斯·阿韦罗夫号，后者于12:00还击。12:50，希腊人试图以丁字战法越过奥斯曼舰队，但由巴巴罗萨·海雷丁号领衔的奥斯曼阵线随之向北转舵，阻止了希腊人的机动。12:55，在老旧的铁甲舰幸福号严重受创后，奥斯曼司令下令将其分离。大约在同一时间，一枚炮弹击中了巴巴罗萨·海雷丁号的舯部炮塔，造成全体炮手阵亡。此后其舰艛又遭到数次命中；相关打击造成的损害相对较小，但它们产生了大量的烟雾，这些烟雾被吸入锅炉舱，导致舰只的航速降至5節（9.3每小時）。结果，图尔古特·雷伊斯占据了阵形的领头位置，贝也决定终止交战。
在交战临近结束时，乔治斯·阿韦罗夫号仍继续追击逃跑的奥斯曼舰只，并在4,600米的范围内取得数次命中。至14:00，奥斯曼舰队已经足够接近海岸，并受到岸基炮台的保护，从而迫使希腊人撤退，结束了战斗。在战斗过程中，巴巴罗萨·海雷丁号及其姊妹舰图尔古特·雷斯号各有一个炮座被炮火击至失效，结果双双起火。两艘战列舰合共发射了约800枚炮弹，主要来自于它们的280毫米炮，但无一命中目标。

##### 后续行动
1913年2月8日，奥斯曼海军联合陆军发动了争夺沙尔柯伊的两栖攻击。巴巴罗萨·海雷丁号和图尔古特·雷伊斯号，连同几艘巡洋舰于05:50起锚，至09:00左右抵达该岛对开海面。奥斯曼舰队在离岸约1公里处提供火炮掩护。当奥斯曼陆军登陆后，这些舰只将支援他们的左翼。保加利亚军队顽强抵抗，最终迫使奥斯曼军队撤退；而他们能够成功撤退则很大程度上得益于巴巴罗萨·海雷丁号和舰队余部的火炮掩护。在战斗过程中，巴巴罗萨·海雷丁号共发射了250枚105毫米炮和180枚88毫米炮。
1913年3月，该舰重返黑海恢复对恰塔尔贾守军的支援，这是由于保加利亚军队再次发动了袭击。3月26日，由巴巴罗萨·海雷丁号与图尔古特·雷伊斯号发射的280毫米和105毫米炮协助击退了保加利亚第1步兵师第2旅的进攻。3月30日，奥斯曼防线的左翼转向追击撤退的保加利亚人。他们的行动得到了野战炮和图巴巴罗萨·海雷丁号的重炮以及其他部署在海岸附近的军舰的支援；到夜幕降临之前，奥斯曼人的突击已经推进了1,500米。作为回应，保加利亚人将第1旅派往前线，把奥斯曼人的攻势赶回其起始阵地。

#### 第一次世界大战

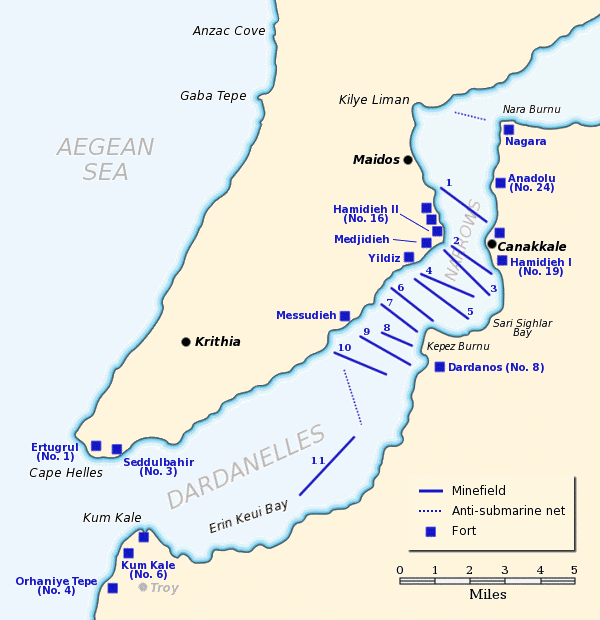
显示达达尼尔海峡中奥斯曼防线的地图

1914年夏天，第一次世界大战在欧洲爆发，但奥斯曼帝国最初保持中立。1914年8月3日，巴巴罗萨·海雷丁号开始在君士坦丁堡进行改装——德国工程师在旱坞对该舰和其它奥斯曼军舰进行了检查，发现它们处于严重失修的状态。由于局势紧张，维修工作无法展开，只能装载弹药、煤等物资。到11月初，随着德国大巡洋舰格本号移交奥斯曼海军（更名为“严君苏丹塞利姆号”）并发动黑海袭击后，导致俄国、法国和英国向奥斯曼宣战。1914年至1915年间，巴巴罗萨·海雷丁号的一些舰炮被移除，并作为海岸炮以加强达达尼尔海峡的防御。与此同时，它还与姊妹舰图尔古特·雷伊斯号一起，在纳拉海军基地被用作浮动炮台。在这段时间的初期，舰只是被固定不动的，但随着英国潜艇的威胁与日俱增，它们持续对锅炉供应蒸汽，以便能够随时快速移动。
巴巴罗萨·海雷丁号于1915年3月11日返回君士坦丁堡；奥斯曼帝国最高统帅部决定不再需要这两艘战列舰。在接下来的几个月，两艘舰交替前往君士坦丁堡。4月25日，它们在加里波利之战的首日对英军的登陆点实施炮击。巴巴罗萨·海雷丁号在发射14枚炮弹后，第15发于舯部炮塔的右侧炮管内意外引爆，摧毁了该炮。6月初，当图尔古特·雷伊斯号的又一枚炮弹发生内部爆炸后，两艘战列舰都被撤出前线。但至8月7日，英军在苏弗拉湾登陆了更多的部队，促使最高统帅部重新派遣巴巴罗萨·海雷丁号支援当地的奥斯曼防线。此外，它还装载了大量弹药，为参加加里波利之战的第五集团军提供补给。第二天，当该舰在只有一艘鱼雷艇护航的情况下前往该地区时，便在博拉耶尔附近的马尔马拉海遭英国潜艇E11号拦截。后者用一枚鱼雷击中了巴巴罗萨·海雷丁号，使之于七分钟后倾覆，但在沉入海浪之前还漂浮了数分钟。该舰最终伴随着21名军官和237名船员的阵亡而沉没。其余幸存的船员则被其护航艇和在该地区巡逻的另一艘鱼雷艇救起。

## 延伸阅读
- Gardiner, Robert; Chesneau, Roger; Kolesnik, Eugene M. (编). . London: Conway Maritime Press. 1979. ISBN 978-0-85177-133-5.
- Nottelmann, Dirk. . Hamburg: Mittler. 2002. ISBN 3813207404.
- Weir, Gary E. . Annapolis: Naval Institute Press. 1992. ISBN 978-1-55750-929-1.